# Stelis purpurascens
Stelis purpurascens là một loài thực vật có hoa trong họ Lan. Loài này được A.Rich. & Galeotti miêu tả khoa học đầu tiên năm 1845.